# Sombrero Vueltiao

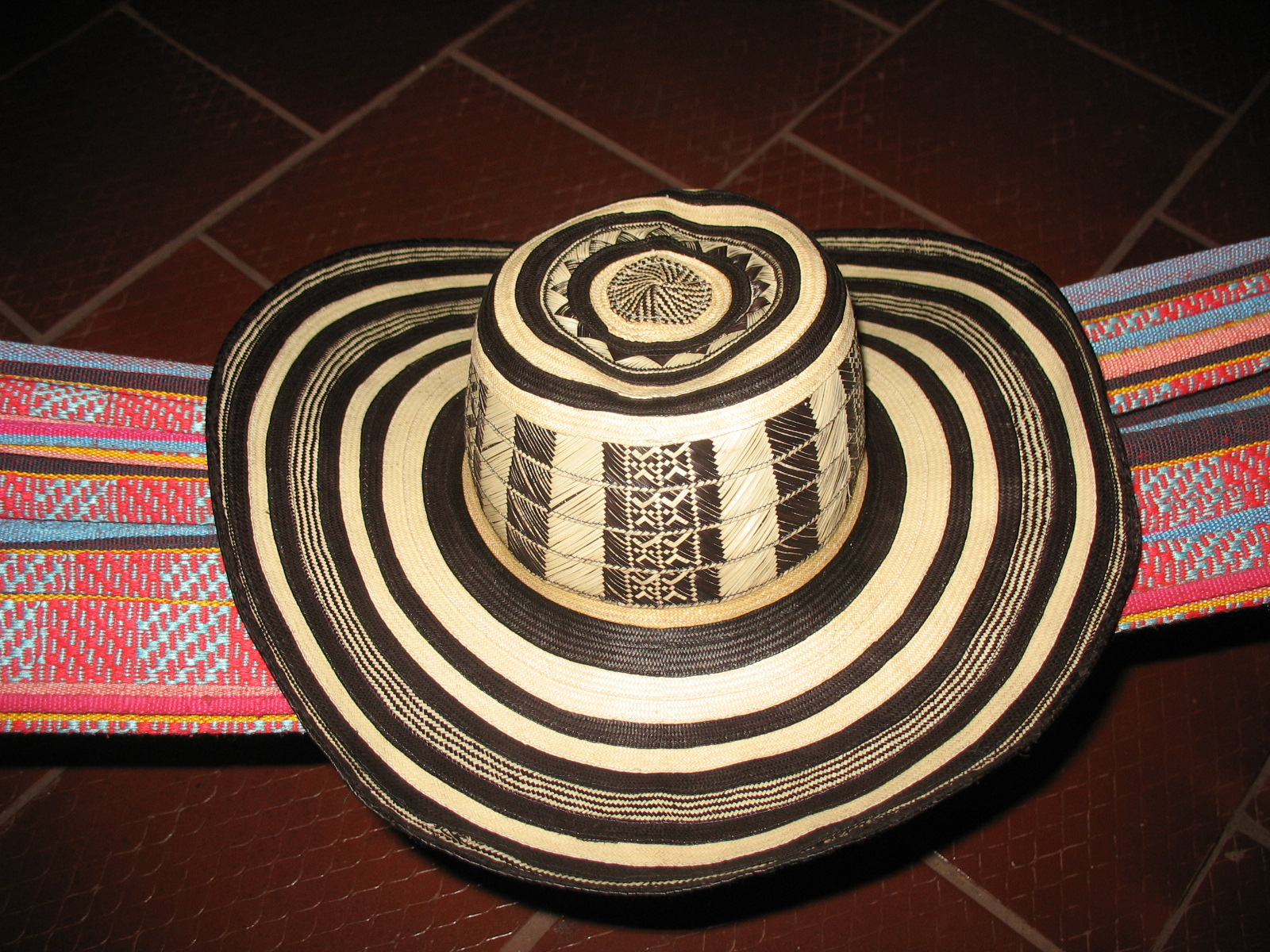
Sombrero Vueltiao

Der Sombrero Vueltiao ist ein aus Caña Flecha hergestellter traditioneller Hut der Zenú aus den kolumbianischen Karibik-Regionen. Der Hut hat in Kolumbien eine große wirtschaftliche und kulturelle Bedeutung. Seit dem Jahr 2021 ist der 18. Juni der offizielle Gedenktag „Día del Sombrero Vueltiao“.

## Ursprung
Die ältesten Nachweise gehen auf die Zenú zurück, einem indigenen Volk, dessen kulturelles Einflussgebiet von ca. 75.0000 Quadratkilometer sich zwischen dem Río Magdalena und dem karibischen Meer befand. Die Gemeinden Tuchín, Córdoba und Sampués, Sucre gelten als die Wiege des Hutes.

## Herstellung

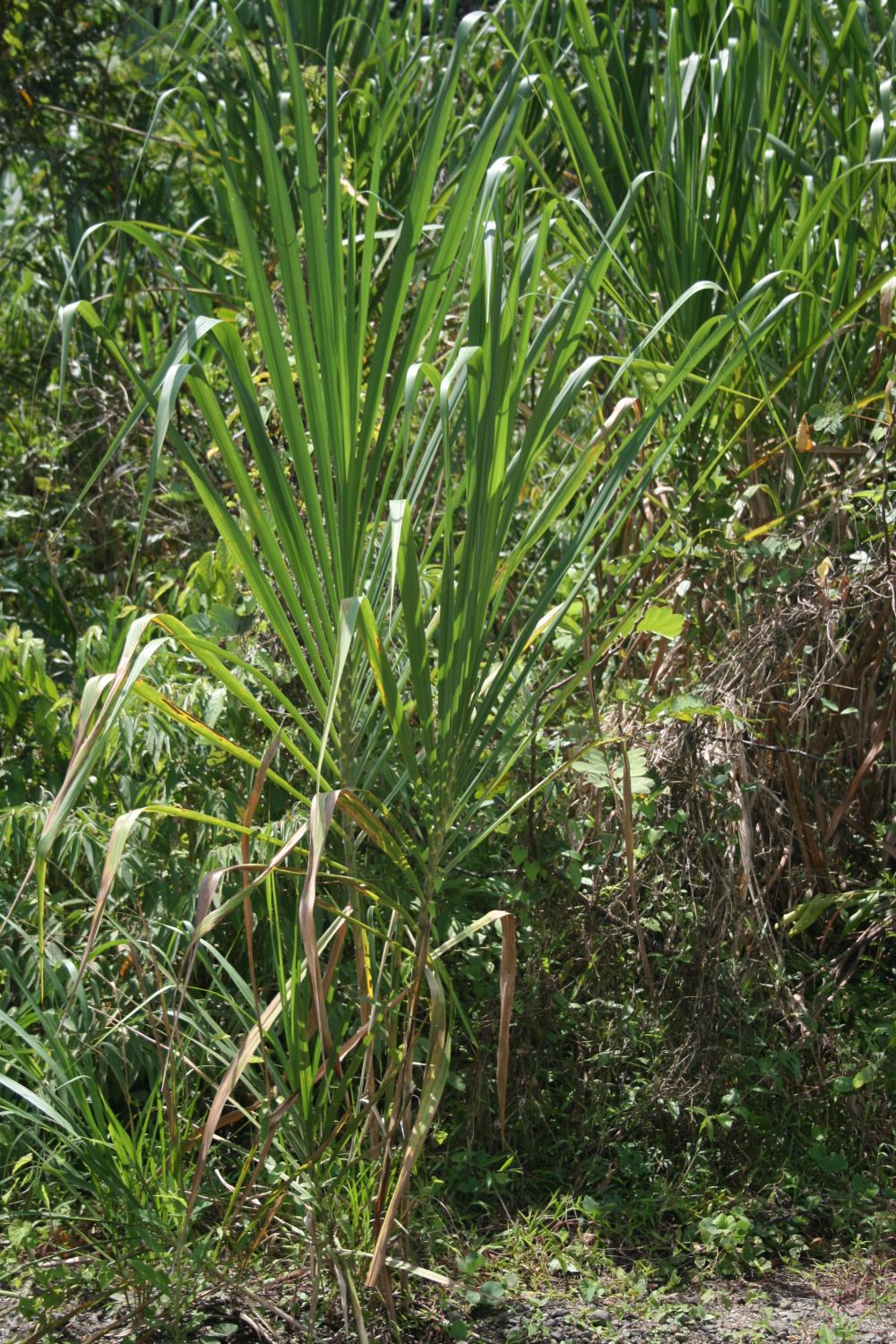
Caña Flecha (Gynerium sagittatum)

Der Hut wird aus den Blättern der Caña Flecha (Gynerium sagittatum) hergestellt. Von dem Blatt wird die Blattader entfernt. Dann wird das Blatt mit einem Messer abgeschabt, bis man eine saubere Faser erhält. Diese wird in der Sonne getrocknet und anschließend gekocht, um ihr Festigkeit und Elastizität zu verleihen.

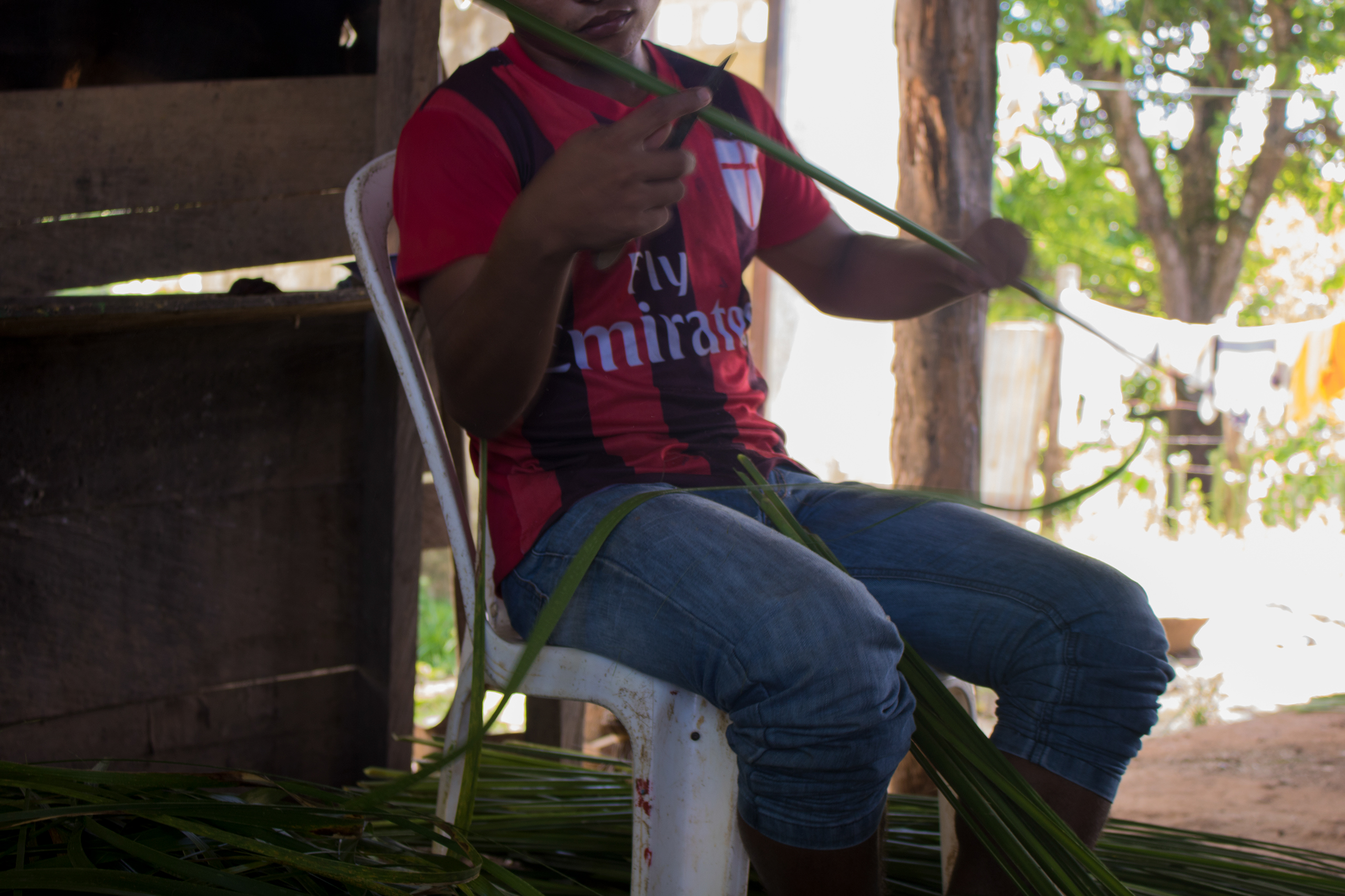
Schaben des Caña Flecha-Blattes

Für das Kochen werden Sauerrohr (Costus woodsonii), Bitterorange und Zitrone verwendet. Nach dieser Behandlung werden die weißen und dunklen Fasern sortiert. Fleckige Fasern werden in Lehm alkalisiert, um eine Grundfärbung zu erhalten, und schließlich mit schwarzem Lehm, Jenipapo, Hoyeto (in Kolumbien wild wachsende Färberpflanze), Bija (Bixa orellana) oder anderen Färberpflanzen gefärbt. Dieser Prozess kann einschließlich der natürlichen Trocknung bis zu drei Tage dauern.
Aus den aufbereiteten Fasern wird ein langes Band hergestellt, trenza genannt, was Zopf oder Geflecht bedeutet. Die von den Zenú verwendete Technik wird als eine Mischung aus Flechten und Weben beschrieben. Es gibt stets zwei Gruppen von Fäden, die senkrecht zueinander stehen – wie beim Weben –, doch lassen sich die Fäden nicht in zwei feste Gruppen (beim Weben Kette und Schuss genannt) einteilen, die dauerhaft rechtwinklig zueinander bleiben. Man beginnt mit zwei Gruppen von Fadenpaaren, die senkrecht zueinander liegen, aber im Verlauf des Webvorgangs ändern die Fäden mehrfach ihre Richtung (wie beim Flechten), und ihr Verlauf knickt im rechten Winkel ab. Anders als beim Flechten sind die Fäden jedoch nicht flexibel. Dieser von den Zenú gewebte trenza wird anschließend kreisförmig zusammengenäht. Der Name Sombrero Vueltiao stammt vom spanischen Wort vuelta, das „Drehung“ bedeutet. Der Name des Hutes beschreibt also die Technik, mit welcher er gefertigt wird.
Die Qualität des Hutes hängt von der Qualität der verwendeten Fasern ab und ausserdem von der Anzahl der miteinander verflochtenen Faserpaare bzw. -stränge, wobei bei den traditionellen schwarz-weissen Hüten ein Paar in der Regel aus einem schwarzen und einem weißen Strang besteht, die übereinandergelegt werden. Das Muster eines Hutes wird durch die Anzahl der farbigen Fasern bestimmt. Je mehr Fasern verwendet werden, desto komplexer, zeitaufwändiger und wertvoller ist das Endergebnis. Ein sombrero vueltiao muss außerdem so flexibel sein, dass man ihn in der Tasche tragen kann, ohne dass er Schaden nimmt. Die gebräuchlichsten Qualitäten sind der Quinceano, der Diecinueve und der Veintiuno.
- Quinceano: 15 Faserpaare, benötigt etwa 3 Tage zur Herstellung und ist die günstigste Variante
- Diecinueve: 19 Faserpaare, feiner, etwa eine Woche Herstellungszeit
- Veintiuno: 21 Faserpaare, 10–15 Tage Herstellungszeit, kostet zwischen 100 und 400 US-Dollar

## Kulturelle und wirtschaftliche Bedeutung

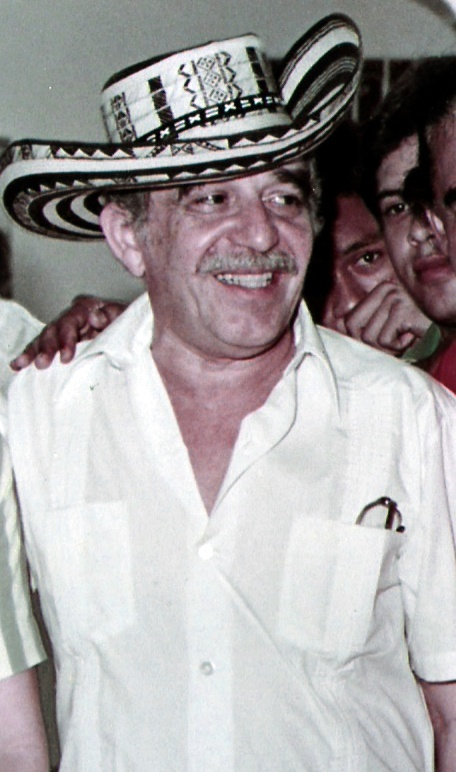
Gabriel García Márquez mit Sombrero Vueltiao, 1984

### Kulturelle Bedeutung
Internationale Bekanntheit erhielt der Hut erstmals durch Miguel „Happy“ Lora. Der aus Montería, der Hauptstadt von Córdoba stammende kolumbianischen Boxer trug anlässlich seines Weltmeistertitels 1985 in Miami nebst dem grünen und goldenen Weltmeistergürtel im Ring den Sombrero Vueltiao. Er hatte den Hut vom Journalisten Róger Olascoaga Maduro erhalten. Dieser hatte den Hut im Zenú-Reservat gekauft und segnen lassen.
Der Sombrero Vueltiao gehört zu den wichtigsten kunsthandwerklichen Erzeugnissen Kolumbiens und ist seit 2004 ein offizielles Nationalsymbol. Im Jahr 2021 wurde der Hut vom Andenparlament zum Kulturerbe erklärt; seither ist der 18. Juni der Gedenktag „Día del Sombrero Vueltiao“.
Auf der 2016 eingeführte 20.000 Peso-Banknote, die der Zenú-Kultur gewidmet ist, ist der Sombrero Vueltiao neben den prähispanischen Zenú-Kanälen in den La Mojana-Feuchtgebieten, dem Zimtapfel und typischen Zenú-Ohrringen zusammen mit dem ehemaligen Präsidenten Alfonso López Michelsen zu sehen.
Der Hut wird traditionell von Künstlern der Cumbia und des Vallenato getragen, zwei populären kolumbianischen Musikrichtungen.

### Wirtschaftliche Bedeutung

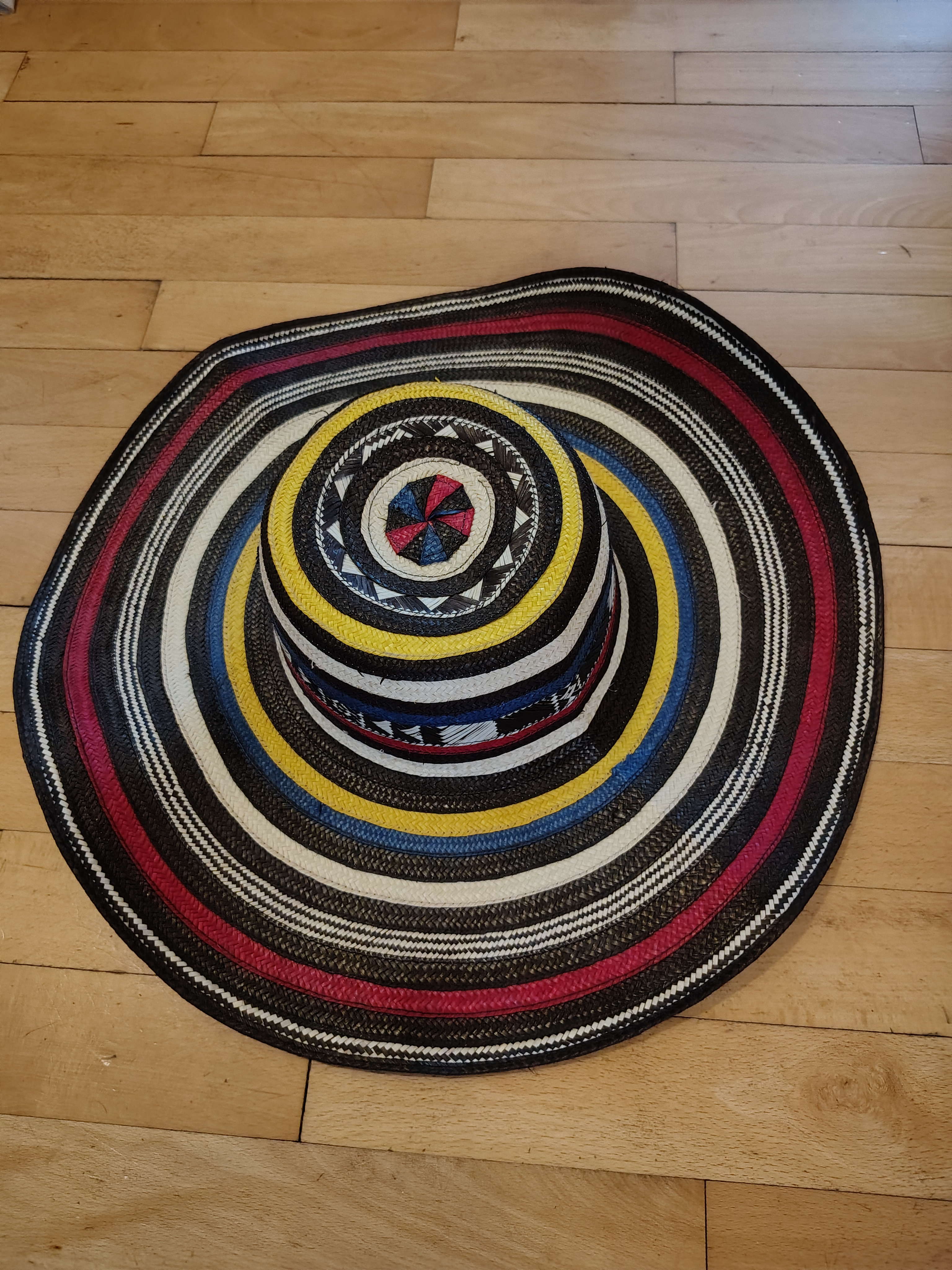
Sombrero Vueltiao in den kolumbianischen Nationalfarben

Eines der Produktionszentren des Sombrero Vueltiao ist Tuchín, wo rund 90 % der Bevölkerung mit der Produktion der Hüte ihren Lebensunterhalt verdienen; im Jahr 2020 waren über 20.000 Personen damit beschäftigt. Aufgrund der Bedeutung der Hutproduktion wurde 2013 eine Busse von bis zu 520 Millionen kolumbianischer Pesos für Fälschungen aus China eingeführt.

## Trivia
Der Hut ist ein beliebtes Geschenk für ausländische Prominente, so trugen bei ihren Besuchen z. B. Papst Johannes Paul II. (1986), Bill Clinton (2000), oder Prinz Charles (2014) den Hut. Verschiedene kolumbianische Sportler trugen den Hut bei Olympiaden ebenso wie Musiker bei den Grammys. Der kolumbianische Präsident Gustavo Petro trug den Hut im Frühling 2024, um eine kürzlich erfolgte Haartransplantation zu kaschieren.